# امیلیو آلوارس
امیلیو آلوارس (اسپانیایی: Emilio Álvarez‎; ۱۰ فوریهٔ ۱۹۳۹ – ۲۲ آوریل ۲۰۱۰) بازیکن فوتبال اهل اروگوئه بود.
از باشگاه‌هایی که در آن بازی کرده‌است می‌توان به باشگاه فوتبال ناسیونال (اروگوئه) اشاره کرد.
وی همچنین در تیم ملی فوتبال اروگوئه بازی کرده‌است.